# ایستگاه برگن
ایستگاه برگن (نروژی: Bergen stasjon) یک ایستگاه راه‌آهن در شهر برگن، نروژ است. این ایستگاه که در سال ۱۹۱۳ میلادی تاسیس شده ایستگاه پایانی خط برگن محسوب میشود.

## نگارخانه

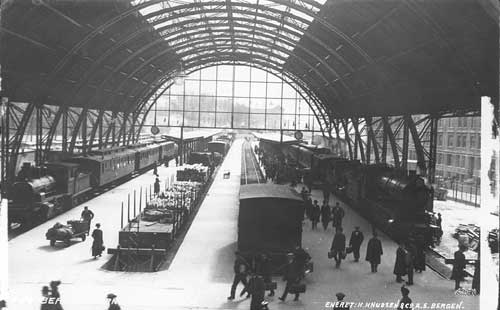
۱۹۱۳
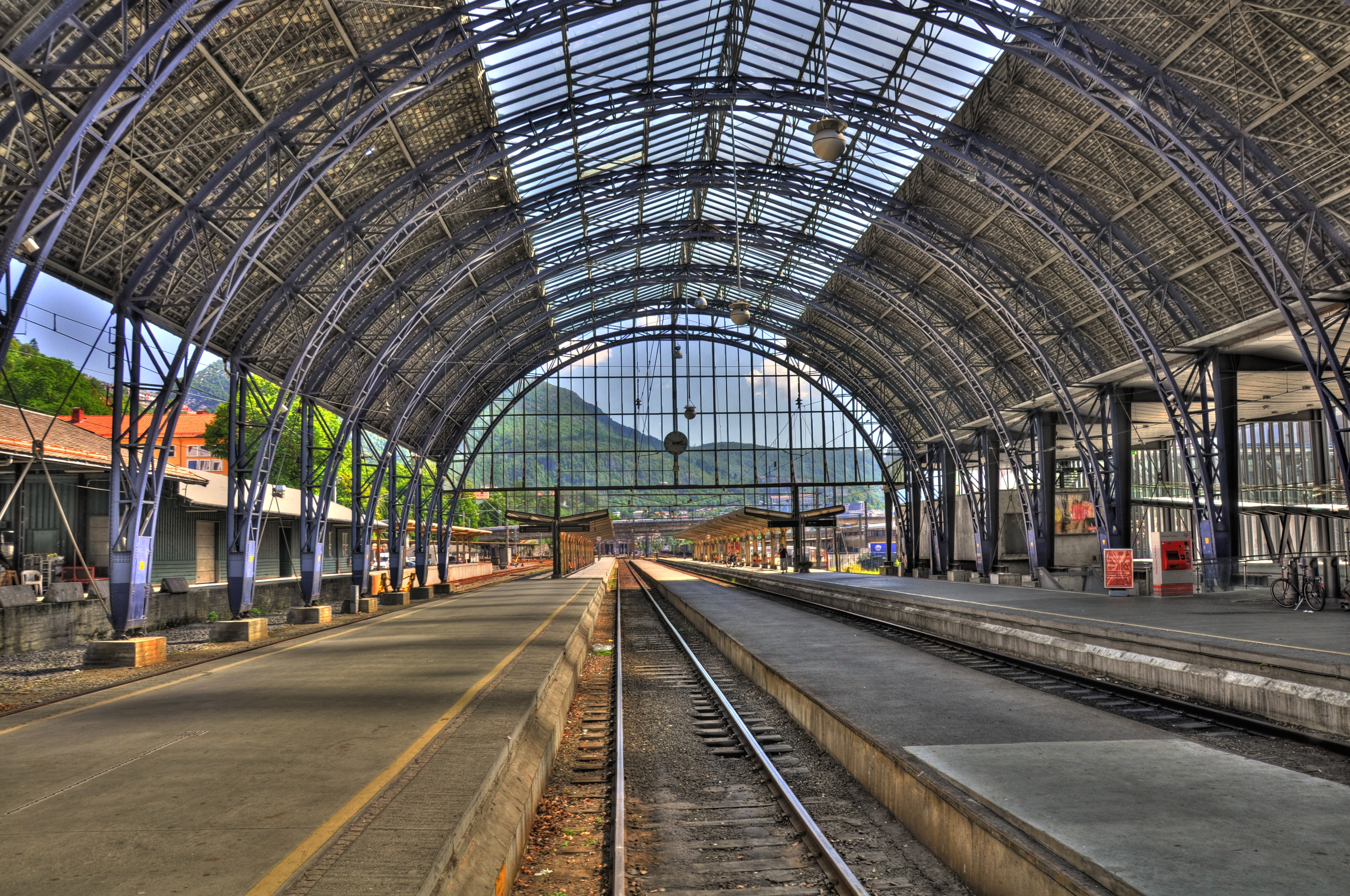
2009
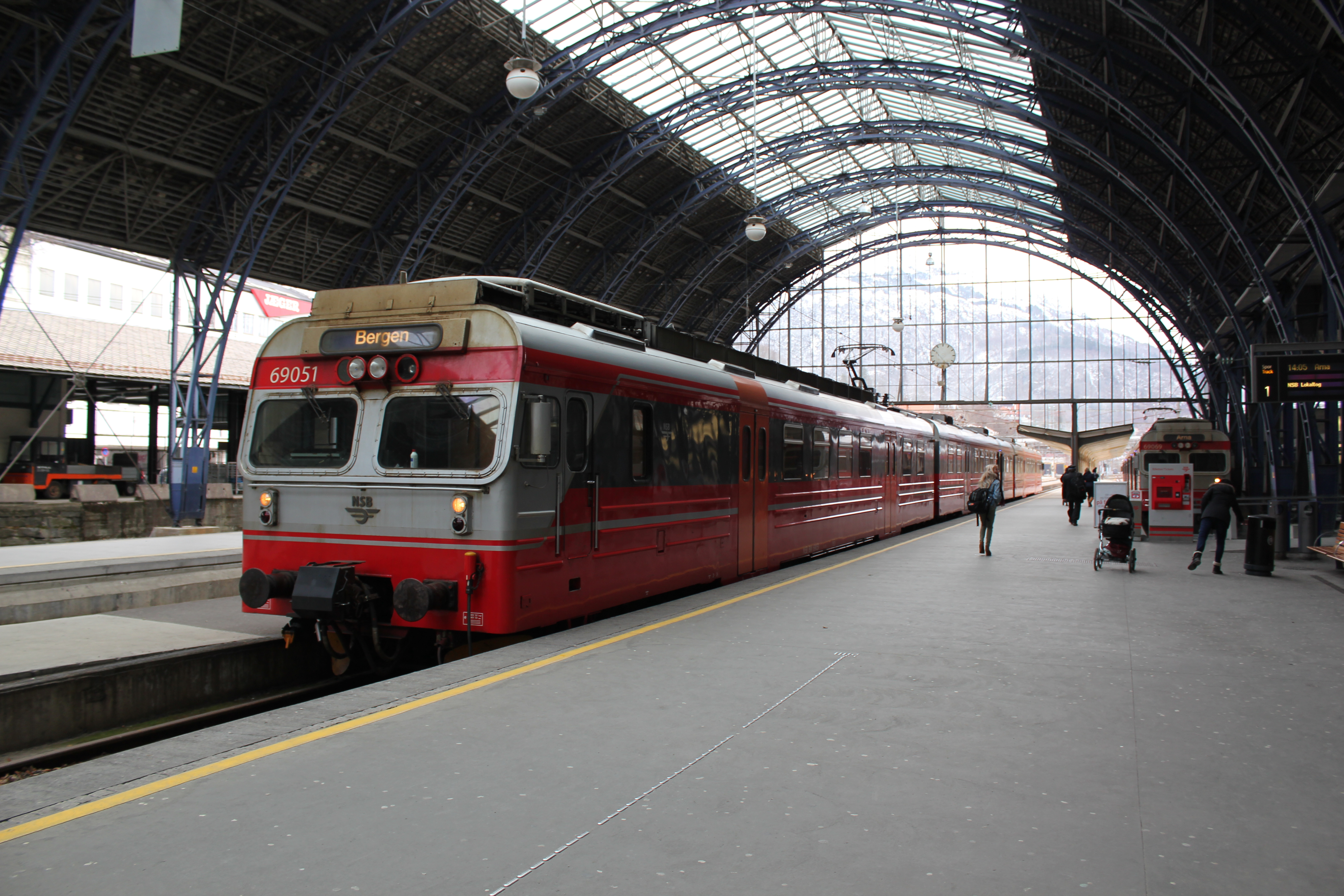
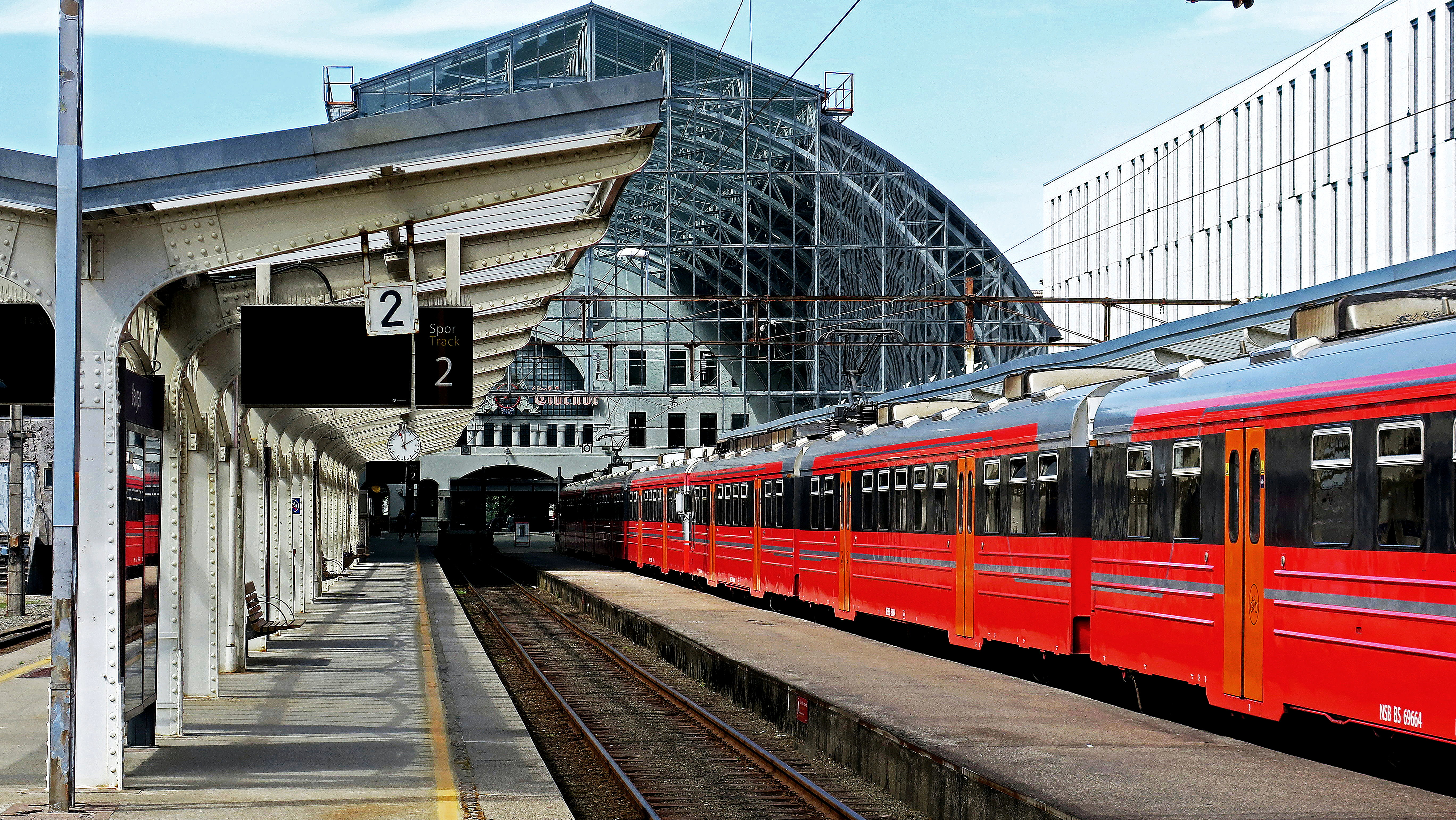